# Гидропероксид кумола
Гидроперокси́д кумо́ла, кумилгидроперокси́д — органический пероксид, образуется как промежуточное соединение в кумольном методе получения фенола и ацетона из бензола и пропилена.
Как и многие другие пероксиды, является сильным окислителем, вызывая воспламенение многих органических соединений при контакте с ними.
Чистый гидропероксид кумола медленно распадается уже при комнатной температуре, нагрев свыше 150 °C приводит к разложению со взрывом. При умеренном нагревании разлагается с образованием метилстирола, ацетона и кумилового спирта. Концентрированные растворы кумилгидропероксида (>90 %) также неустойчивы и чувствительны к удару.
Применяется в качестве окислителя и как радикальный инициатор полимеризации акрилатов и метакрилатов.
Выпускается промышленностью в виде раствора в кумоле с 70—80 % гидропероксида.

## Производство
Гидропероксид кумола получают путем окисления кумола воздухом, обычно в каскаде реакторов с мешалкой или барботажных колоннах при температурах в диапазоне 100-140 °C и давлении 6-7 бар(600-700 тыс Паскалей) и обычно с небольшим количеством буфера для предотвращения накопления кислот.

## Безопасность
Гидропероксид кумола, как и все органические пероксиды, потенциально взрывоопасен. Он токсичен, едок и легковоспламеняем, раздражает глаза, кожу и органы дыхания. Вдыхание аэрозоля кумилгидропероксида может вызвать отёк лёгких.